# Nan Cu-cut
El nan Cu-cut és un cabut que pertany a la colla gegantera de la Plaça Nova, al Barri Gòtic. Representa el popular personatge de la revista satírica que portava el mateix nom, publicada a Barcelona al començament del segle xx. És un nan amb cara d'entremaliat que porta barretina, camisa blanca, americana negra i un corbatí de llaç groc amb piquets blaus.
En Cu-cut té un ball propi, amb un fragment de la melodia de La flauta màgica, de W. A. Mozart, adaptada pels grallers de la Pessigolla, i una coreografia que ha dissenyat la mateixa colla.

## Història
La figura original era un capgròs i va ser construït al taller olotí Las Artes Religiosas el 1907, un any després de l'estrena dels gegants Roc i Eulàlia. Des que es va presentar, aquell mateix any, a les Festes de Sant Roc de la Plaça Nova, va sortir cada any acompanyant les altres figures de la comparsa fins al 1924, quan es va tancar en un magatzem, es va malmetre i finalment va desaparèixer.
El 1986, l'Associació de Festes de la Plaça Nova va voler recuperar el capgròs d'en Cu-cut per acompanyar els gegants. En va encarregar la construcció al mestre imatger Domènec Umbert, que el va fer amb trets més suaus i infantils i el va convertir en un nan que es porta amb un cavallet com els gegants. El nan Cu-cut s'estrenà el dia 15 d'agost de 1986, durant les festes de Sant Roc. Actualment, en surt una còpia més lleugera portada exclusivament per noies de la colla, anomenades Cucuteres.